# The Private Officer
The Private Officer è un cortometraggio muto del 1914. Il nome del regista non viene riportato.
Il protagonista del film fu Francis X. Bushman, attore all'epoca molto popolare, che qui interpreta tutti e due i personaggi principali maschili: in alcune scene, Bushman - con un trucco cinematografico - si sdoppia apparendo contemporaneamente nei due ruoli.

## Trama
Harry Lampton e il tenente Frothingham diventano rivali, innamorati ambedue della stessa donna.

## Produzione
Il film fu prodotto dalla Essanay Film Manufacturing Company.

## Distribuzione
Distribuito dalla General Film Company, il film - un cortometraggio in due bobine - uscì nelle sale cinematografiche USA il 23 ottobre 1914. Ne venne fatta una riedizione che fu distribuita l'11 luglio 1916.